# 29e cérémonie des Victoires de la musique
 (avril 2025).
Si vous disposez d'ouvrages ou d'articles de référence ou si vous connaissez des sites web de qualité traitant du thème abordé ici, merci de compléter l'article en donnant les références utiles à sa vérifiabilité et en les liant à la section « Notes et références ».
La 29e cérémonie des Victoires de la musique a eu lieu le 14 février 2014 au Zénith de Paris et a été présentée par Virginie Guilhaume avec la complicité de Bruno Guillon.
Les nominations ont été annoncées le 14 janvier 2014.

## Palmarès
Les gagnants sont indiqués ci-dessous en tête de chaque catégorie et en caractères gras.

### Artiste interprète masculin de l'année

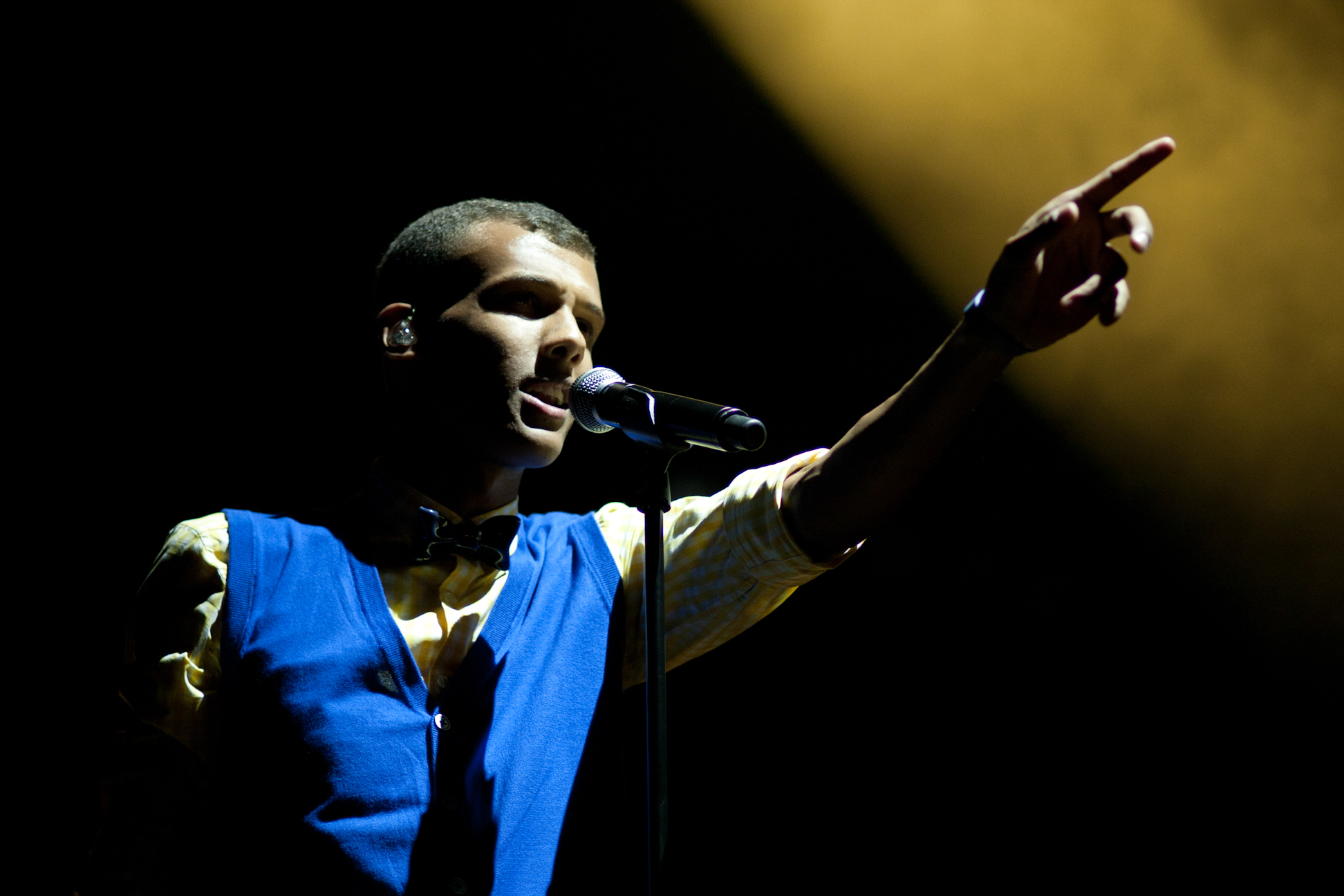
Stromae, artiste masculin de l'année

- Stromae
  - Étienne Daho
  - Christophe Maé

### Artiste interprète féminine de l'année

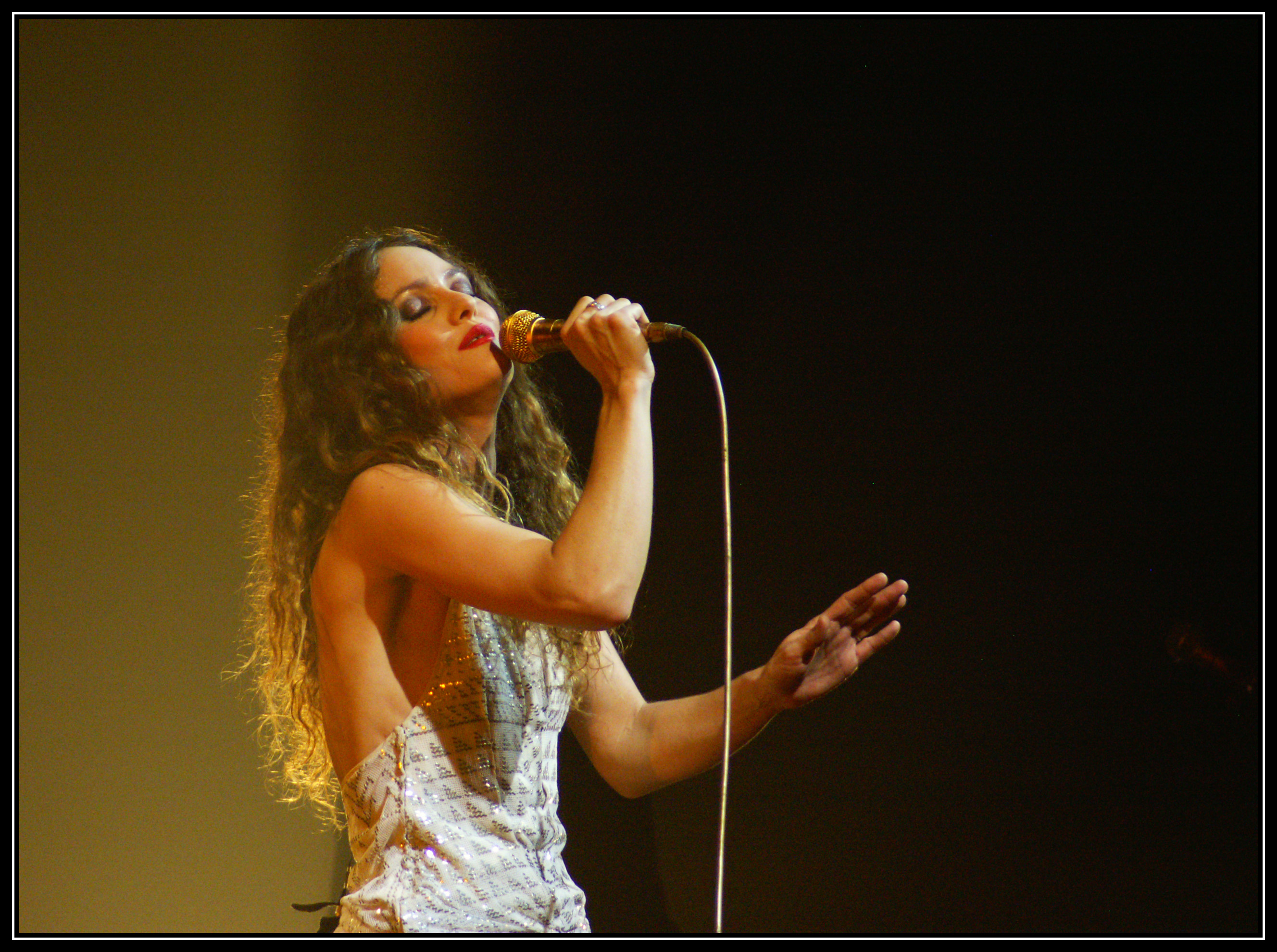
Vanessa Paradis, artiste féminine de l'année

- Vanessa Paradis
  - Lilly Wood and the Prick
  - Zaz

### Album révélation de l'année
- Psycho Tropical Berlin, de La Femme
  - Cats on Trees, de Cats on Trees
  - My name is, de Hollysiz

### Groupe ou artiste révélation scène de l'année

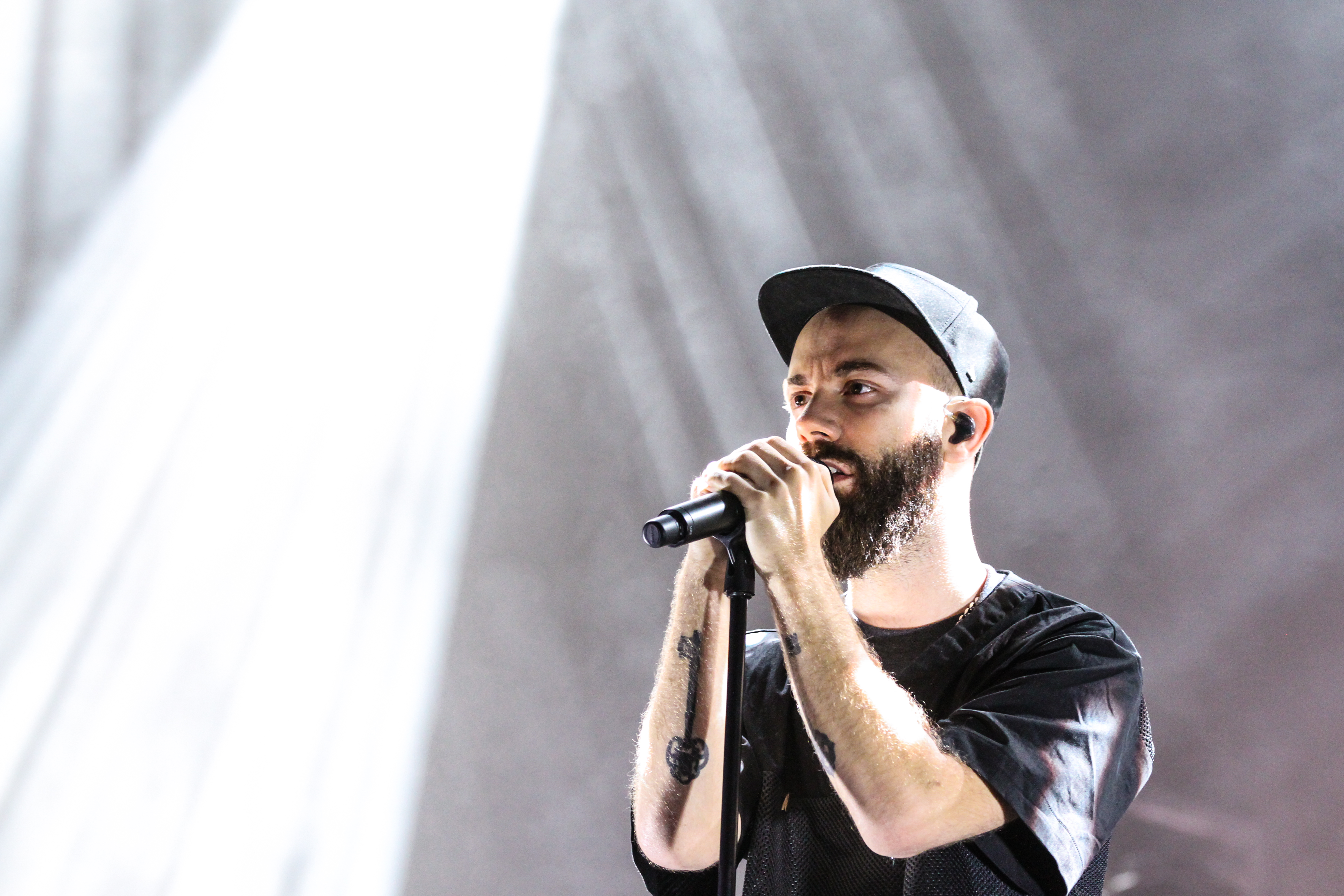
Woodkid, révélation de l'année

- Woodkid
  - 1995
  - Christine and the Queens
  - Albin de la Simone

### Album de chansons de l'année
- Racine carrée, de Stromae
  - Les chansons de l'innocence retrouvée, d'Étienne Daho
  - Løve, de Julien Doré

### Album rock de l'année
- Bankrupt!, de Phoenix
  - Black City Parade d'Indochine
  - Horizons, de Détroit

### Album de musiques urbaines de l'année
- Paris Sud Minute, de 1995
  - Funambule, de Grand Corps Malade
  - Subliminal, de Maître Gims

### Album de musiques du monde de l'année
- Illusions, d'Ibrahim Maalouf
  - A New Day, de Winston McAnuff et Fixi
  - Lovely Difficult, de Mayra Andrade

### Album de musiques électroniques ou dance de l'année
- OutRun, de Kavinsky
  - Aleph, de Gesaffelstein
  - Time For A Change, d'Elephanz

### Chanson originale de l'année
- 20 ans, de Johnny Hallyday (auteur : Christophe Miossec - compositeur : David Ford)
  - Formidable, de Stromae (auteur-compositeur : Paul Van Haver)
  - J'me tire, de Maître Gims (auteurs : Gandhi Djuna & Adama Diallo - compositeur : Ghandi Djuna  & Renaud Rebillaud)
  - Papaoutai, de Stromae (auteur-compositeur : Paul Van Haver)

### Spectacle musical, tournée ou concert de l'année
- M - Îl(s)
  - C2C - Tetra Tour
  - Christophe Maé - Je veux du bonheur

### Vidéo-clip de l'année
- Formidable, de Stromae (réalisateur : Jérôme Guiot)
  - I love you, de Woodkid (réalisateur : Yoann Lemoine)
  - Papaoutai, de Stromae (réalisateur : Raf Reyntjens)

### DVD musical de l'année
- Geeks on stage, de Shaka Ponk[1] (réalisateurs : Shaka Ponk & Korky)
  - Lys and Love Tour, de Laurent Voulzy (réalisateur : François Goetghebeur)
  - Ma dernière séance, d'Eddy Mitchell (réalisateurs : Gautier & Leduc)

### Victoire d'honneur
- Salvatore Adamo pour ses 50 ans de carrière

## Statistiques

### Nominations multiples
6 :  Stromae
2 : Christophe Maé, Étienne Daho, 1995, Woodkid, Maître Gims

### Récompenses multiples
3 : Stromae